# Мюррей, Конрад
Конрад Роберт Мюррей (англ. Conrad Robert Murray; род. 19 февраля 1953 года) — бывший гренадский кардиолог. Он был личным врачом Майкла Джексона на момент смерти певца в 2009 году. Мюррей был осужден за непредумышленное убийство, а именно за неправильное введение обезболивающего препарата, которое привело к смерти Джексона. Отбыл два года из четырёхлетнего тюремного заключения.

## Юность
Мюррей был воспитан своими бабушкой и дедушкой по материнской линии, которые работали фермерами в Гренаде. В семь лет переехал к своей матери, Милте в Тринидад и Тобаго. Он вырос в нищете в городе Порт-оф-Спейн, столице Тринидада и Тобаго. В 25 лет впервые встретился со своим отцом, Роулом Эндрю, также врачом. Роул посвятил себя оказанию медицинских услуг малоимущим, умер в 2001 году. Мюррей окончил среднюю школу и некоторое время работал добровольным учителем начальной школы в Тринидаде. После преподавания он работал таможенным клерком и страховым андеррайтером, чтобы накопить денег на обучение в колледже.
В 1973 году Мюррей переехал в Хьюстон, штат Техас, где работал его отец, чтобы поступить в Техасский южный университет, и окончил его с отличием по специальности «медицинские и биологические науки». Далее продолжил свое образование в Meharry Medical College в Нашвилле, штат Теннесси, где учился его отец. Он начал свою ординатуру по внутренним болезням в клинике Майо в Рочестере, штат Миннесота и завершил ее в медицинском центре Loma Linda University в Калифорнии. Затем он окончил аспирантуру по кардиологии в Аризонском университете.

## Карьера
Мюррей работал в больнице Sharp Memorial Hospital в Сан-Диего в качестве заместителя директора. В 1990 году он открыл частную практику в Лас-Вегасе. В 2006 году основал институт сердца и сосудов «Acres Homes» в Хьюстоне. В 2006 году Мюррей познакомился с Майклом Джексоном в Лас-Вегасе, где он лечил его дочь Пэрис, когда та заболела. Джексон нанял Мюррея в качестве своего личного врача перед своим турне, которое должно было состояться в 2009 году. Джексон настоял, чтобы Мюррея наняла компания-промоутер его шоу, AEG Live, за 150 000 долларов ежемесячно. Однако позже компания AEG заявила, что никакого контракта с Мюрреем никогда не было. В 2018 году Мюррей выпустил мемуары, «This Is It!», в которых подробно описывается его опыт в качестве врача Майкла Джексона. Критики плохо восприняли книгу.

## Личная жизнь
В то время, когда он начал работать на Джексона в мае 2009 года, Мюррей, как сообщается, был отцом семерых детей от шести разных женщин. Он задолжал по закладной за дом в Лас-Вегасе, который занимали его первая жена и дети, а так же задолжал алименты матерям остальных своих детей, которые он не мог выплатить из-за суммы денег, которую он задолжал семье Майкла Джексона. 
Он был женат на Бланш, своей второй жене, с которой познакомился в медицинском колледже, и помогал платить за квартиру другой женщине, Николь Альварес. Мюррей познакомился с Альварес в клубе в Лас-Вегасе, когда та работала стриптизершей, она родила от него сына по имени Че Джованни Мюррея в марте 2009 года.
Мюррей рисковал потерять свою медицинскую лицензию из-за неоплаченных алиментов на одного из своих детей и долга в 13 000 долларов Нените Малибиран. Мюррей был ответчиком в многочисленных гражданских исках (хотя ни один из них не касался врачебной халатности). К 2008 году он накопил более 600 000 долларов в судебных решениях против него за медицинское оборудование и неоплаченную арендную плату за его практику в Техасе и Неваде. Он также задолжал 71 000 долларов за студенческие кредиты в медицинском колледже. В 2002 году Мюррей подал заявление о банкротстве.

## Смерть Майкла Джексона
25 июня 2009 года, всего через несколько недель после найма Мюррея, Майкл Джексон умер из-за смертельной дозы пропофола, введенной Мюрреем. Судебные документы, опубликованные в августе 2009 года, показали, что предварительное заключение коронера указывало на передозировку пропофола в теле певца. Однако управление коронера отказалось комментировать сообщения, утверждающие, что смерть была признана убийством. Был проведен обыск нескольких кабинетов врачей, которые лечили Джексона. На основании результатов вскрытия и токсикологических исследований было установлено, что причиной смерти Джексона явилась острая интоксикация пропофолом с сопутствующим бензодиазепиновым эффектом, а причина смерти — убийство, так что фокус расследования сместился в сторону Мюррея. Он признался, что ввел 25 мг пропофола Джексону внутривенно от бессонницы в ночь его смерти. Он утверждал, что пытался лечить его другими лекарствами и что ввел пропофол только после того, как Джексон настоял на своем, согласно полицейским показаниям. Мюррей так же утверждал, что беспокоился о том, что Джексон стал зависимым от препарата в качестве снотворного, и пытался его отучить от него. Пропофол обычно назначается в больнице или клинической обстановке с тщательным наблюдением, в основном используется для общей анестезии во время операции, не показан и не одобрен в качестве снотворного средства и вводится только анестезиологами, медсестрами-анестезиологами или ассистентами анестезиолога, имеющие обширную подготовку в области применения и контроля анестетиков. У Мюррея не было соответствующей подготовки.
В феврале 2010 года Мюррею было официально предъявлено обвинение в непредумышленном убийстве. 27 сентября 2011 года Мюррей предстал перед судом в Лос-Анджелесе, а 29 ноября 2011 года был осужден за непредумышленное убийство. Он получил максимальное наказание в виде четырёх лет лишения свободы. Его техасская медицинская лицензия была отозвана, а калифорнийская и невадская лицензии приостановлены. Отсидев два года, Мюррей был освобожден условно-досрочно 28 октября 2013 года.
В 2010 году отец Джексона, Джозеф Джексон, подал иск о противоправных действиях, повлёкших смерть против Мюррея, но отказался от него в 2012 году. В 2010 году мать Джексона, Кэтрин, и трое детей Джексона подали отдельный иск о противоправных действиях, повлёкших смерть против AEG, утверждая, что компания была небрежна при найме Мюррея; присяжные вынесли решение в пользу AEG в 2013 году.
В 2016 году издание Inside сообщило, что пациенты продолжают посещать Мюррея, хотя он утверждал, что ничего не берёт с них за свои услуги, и что только «предоставляет консультацию», не назначая лекарств, поэтому он «не нарушает закон».